# Gert Jonke

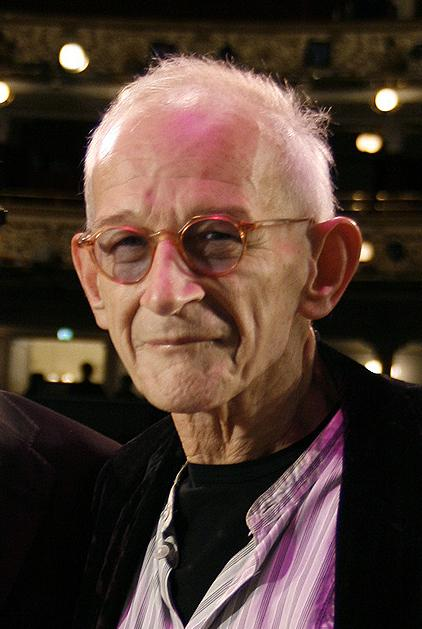
Gert Jonke in 2008

Gert Friedrich Jonke (Klagenfurt, 8 februari 1946  –  Wenen, 4 januari 2009)  was een Oostenrijks dichter en toneelschrijver.
In 2001 werd hem de Grote Oostenrijkse Staatsprijs toegekend.

## Levensloop
Jonke volgde studies aan het conservatorium van zijn geboorteplaats. Na zijn militaire dienst, studeerde hij verder aan de filmafdeling van de academie van Wenen. Hij maakte deze studies echter niet af, evenmin als zijn studies geschiedenis, filosofie of Duits die hij volgde aan de universiteit van Wenen. Toch kreeg hij in 1971 een studiebeurs om te gaan studeren in West-Berlijn. Hij bleef er vijf jaar. Nadien woonde hij vijf jaar in Londen en reisde hij uitgebreid in het Midden-Oosten en Zuid-Amerika. Nadien vestigde hij zich opnieuw in Oostenrijk.
Hij kreeg talrijke prijzen en onderscheidingen voor zijn werk. Gert Jonke stierf begin januari 2009 op 62-jarige leeftijd aan kanker.

## Werken
- Geometrischer Heimatroman. Frankfurt am Main 1969, ISBN 3-518-03345-X
- Beginn einer Verzweiflung. Salzburg 1970
- Glashausbesichtigung. Frankfurt am Main 1970
- Musikgeschichte. Literarisches Colloquium, Berlijn 1970, ISBN 3-920392-04-3
- Die Vermehrung der Leuchttürme. Suhrkamp, Frankfurt am Main 1971
- Die Hinterhältigkeit der Windmaschinen oder Ein Schluck Gras löscht jeden Durst im Inland und im Ausland auch. Suhrkamp, Frankfurt am Main 1972
- Im Inland und im Ausland auch. Suhrkamp, Frankfurt am Main 1974, ISBN 3-518-06656-0
- Schule der Geläufigkeit. Suhrkamp, Frankfurt am Main 1977, ISBN 3-518-03348-4
- Der ferne Klang. Residenz-Verlag, Salzburg u. a. 1979, ISBN 3-7017-0228-4
- Die erste Reise zum unerforschten Grund des stillen Horizonts. Salzburg 1980
- Erwachen zum großen Schlafkrieg. Residenz-Verlag, Salzburg  1982, ISBN 3-7017-0287-X
- Schwarzbuch. Klagenfurt 1984 (met Sepp Schmölzer)
- Der Kopf des Georg Friedrich Händel. Residenz-Verlag, Salzburg  1988, ISBN 3-7017-0534-8
- Sanftwut oder Der Ohrenmaschinist. Residenz-Verlag, Salzburg  1990, ISBN 3-7017-0655-7
- Opus 111. Verlag der Autoren, Frankfurt am Main 1993, ISBN 3-88661-142-6
- Stoffgewitter. Residenz-Verlag, Salzburg  1996, ISBN 3-7017-1034-1
- Das Verhalten auf sinkenden Schiffen. Residenz-Verlag, Salzburg  1997 (met Ilse Aichinger), ISBN 3-7017-1101-1
- Es singen die Steine. Residenz-Verlag, Salzburg  1998, ISBN 3-7017-1121-6
- Himmelstraße – Erdbrustplatz oder Das System von Wien. Residenz-Verlag, Salzburg  1999, ISBN 3-7017-1172-0
- Insektarium. Jung und Jung, Salzburg 2001, ISBN 3-902144-03-3
- Chorphantasie. Literaturverlag Droschl, Graz  2003, 3-85420-627-5
- Redner rund um die Uhr. Jung und Jung, Salzburg 2003, ISBN 3902144483
- Klagenfurt. (zusammen mit Siegfried Gutzelnig), Heyn, Klagenfurt 2004, ISBN 3-7084-0012-7
- Strandkonzert mit Brandung. Georg Friedrich Händel. Anton Webern. Lorenzo da Ponte. Salzburg: Jung und Jung, 2006.

### Toneelstukken
- Damals vor Graz, Uraufführung Forum Stadtpark Graz 1989
- Die Hinterhältigkeit der Windmaschinen
- Sanftwut oder Der Ohrenmaschinist, Theatersonate, UA Styriate Graz 1990
- Opus 111, UA Volkstheater Wenen 1993
- Gegenwart der Erinnerung, UA Volkstheater Wenen 1995
- Es singen die Steine, UA Stadttheater Klagenfurt 1998
- Insektarium, UA Volkstheater Wenen 1999
- Die Vögel, UA Volkstheater Wenen 2002.
- Chorphantasie, UA Kulturhauptstadt Europas/Theater Graz, 2003
- Redner rund um die Uhr, UA Semper-Depot Wenen, 2004
- Seltsame Sache, UA Ruhrtriennale september 2005
- Die versunkene Kathedrale, UA Burgtheater september 2005
- Sanftwut oder Der Ohrenmaschinist, Eerste uitvoering in  gebarentaal met de dove acteur  Werner Mössler, Theater des Augenblicks Wenen maart 2006 (voorheen Frankfurt/M.: Verlag der Autoren)

### Libretto's
- Volksoper. Muziek: Dieter Kaufmann. Regie: Vintila Ivanceanu, Ausstattung: Burgis Paier. Zangers en uitvoerders: Hortus Musicus Klagenfurt. Wenen: Theater an der Wien, 1984.

### Hoorspelen
- Der Dorfplatz, 1969
- Damals vor Graz, 1970
- Glashausbesichtigung, 1970
- Es gab Erzählungen, Erzählungen und Erzählungen, 1971
- Die Schreibmaschinen, 1972
- Wiederholung eines Festes, 1975
- Schule der Geläufigkeit, 1976
- Klavierstück, 1976
- Hörfunkenflug, 1979
- Im Schatten der Wetterfahne, 1986
- Sanftwut oder Der Ohrenmaschinist, 1992
- Opus 111, 1993

### Als uitgever
- Weltbilder. München 1970 (met Leo Navratil)